# Vondie Curtis-Hall
Vondie Curtis-Hall (Detroit, 30 de setembro de 1956) é um ator, cineasta, roteirista e diretor de televisão estadunidense.

## Filmografia[2]

### Como ator
- Breaking Brooklyn (2018)
- The Row (2018)
- Come Sunday (2018)
- For the People (2018)
- Demolidor (2015)
- Black Nativity (2014)
- Vício Frenético (2009)
- Honeydripper - Do Blues ao Rock (2007)
- Vencendo Na Marra (2000)
- A Última Ameaça (1996)
- Prisioneiro do Passado (1996)
- Romeu e Julieta (1996)
- Perigo Real e Imediato (1994)
- Tudo pela Vida (1992)
- Um Dia de Fúria (1992)
- Duro de Matar 2 (1990)
- Chuva Negra (1989)
- Um Príncipe em Nova York (1988)

### Como cineasta
- Ruas Sangrentas - O Acerto Final (2005) - Direção e roteiro
- Redenção (2004)
- Glitter - O Brilho de uma Estrela (2001)
- Gridlock'd - Na Contra-Mão - Direção e roteiro